# Nascar Grand National Series 1967
Nascar Grand National Series 1967 var den 19:e upplagan av den främsta divisionen av professionell stockcarracing i USA sanktionerad av National Association for Stock Car Auto Racing. Säsongen bestod av 49 race och inleddes redan 13 november 1966 på Augusta International Raceway i Georgia och avslutades 5 november 1967 på Asheville-Weaverville Speedway i North Carolina.
Trots att Plymouth hade 31 segrar förlorade man på poäng mot Ford med 10 segrar

## Resultat
| Nr      | Datum        | Tävling                    | Bana                                                        | Pole            | Vinnare          | Konstruktör | Start | Rapport |
| ------- | ------------ | -------------------------- | ----------------------------------------------------------- | --------------- | ---------------- | ----------- | ----- | ------- |
| 1       | 13 november  | Augusta 300                | Augusta International Raceway, Augusta, Georgia             | Dick Hutcherson | Richard Petty    | Plymouth    | 3     | Rapport |
| 2       | 22 januari   | Motor Trend 500            | Riverside International Raceway, Moreno Valley, Kalifornien | Dick Hutcherson | Parnelli Jones   | Ford        | 6     | Rapport |
| 3       | 24 februari  | Daytona 500 Qualifier #1   | Daytona International Speedway, Daytona Beach, Florida      | Curtis Turner   | LeeRoy Yarbrough | Dodge       | 3     |         |
| 4       | 24 februari  | Daytona 500 Qualifier #2   | Daytona International Speedway, Daytona Beach, Florida      | Richard Petty   | Fred Lorenzen    | Ford        | 6     |         |
| 5       | 26 februari  | Daytona 500                | Daytona International Speedway, Daytona Beach, Florida      | Curtis Turner   | Mario Andretti   | Ford        | 12    | Rapport |
| 6       | 5 mars       | Fireball 300               | Asheville-Weaverville Speedway, Weaverville, North Carolina | Darel Dieringer | Richard Petty    | Plymouth    | 2     | Rapport |
| 7       | 19 mars      | Southeastern 500           | Bristol International Speedway, Bristol, Tennessee          | Darel Dieringer | David Pearson    | Dodge       | 14    | Rapport |
| 8       | 25 mars      | Greenville 200             | Greenville-Pickens Speedway, Easley, South Carolina         | Dick Hutcherson | David Pearson    | Dodge       | 2     | Rapport |
| 9       | 27 mars      | Race 9                     | Bowman Gray Stadium, Winston-Salem, North Carolina          | Bobby Allison   | Bobby Allison    | Chevrolet   | 1     |         |
| 10      | 2 april      | Atlanta 500                | Atlanta International Raceway, Atlanta, Georgia             | Cale Yarborough | Cale Yarborough  | Ford        | 1     | Rapport |
| 11      | 6 april      | Columbia 200               | Columbia Speedway, Cayce, South Carolina                    | Dick Hutcherson | Richard Petty    | Plymouth    | 2     | Rapport |
| 12      | 9 april      | Hickory 250                | Hickory Motor Speedway, Hickory, North Carolina             | Richard Petty   | Richard Petty    | Plymouth    |       | Rapport |
| 13      | 16 april     | Gwyn Staley 400            | North Wilkesboro Speedway, North Wilkesboro North Carolina  | Darel Dieringer | Darel Dieringer  | Ford        | 1     | Rapport |
| 14      | 23 april     | Virginia 500               | Martinsville Speedway, Ridgeway, Virginia                   | Darel Dieringer | Richard Petty    | Plymouth    | 2     | Rapport |
| 15      | 28 april     | Race 15                    | Savannah Speedway, Savannah, Georgia                        | John Sears      | Bobby Allison    | Chevrolet   | 5     |         |
| 16      | 30 april     | Richmond 250               | Virginia State Fairgrounds, Richmond, Virginia              | Richard Petty   | Richard Petty    | Plymouth    | 1     | Rapport |
| 17      | 13 maj       | Rebel 400                  | Darlington Raceway, Darlington, South Carolina              | David Pearson   | Richard Petty    | Plymouth    | 2     | Rapport |
| 18      | 19 maj       | Beltsville 200             | Beltsville Speedway, Beltsville, Maryland                   |                 |                  | Plymouth    |       | Rapport |
| 19      | 20 maj       | Tidewater 250              | Langley Field Speedway, Hampton, Virginia                   | Richard Petty   | Richard Petty    | Plymouth    | 1     | Rapport |
| 20      | 28 maj       | World 600                  | Charlotte Motor Speedway, Charlotte, North Carolina         | Cale Yarborough | Jim Paschal      | Plymouth    | 10    | Rapport |
| 21      | 2 juni       | Asheville 300              | New Asheville Speedway, Asheville, North Carolina           | Richard Petty   | Jim Paschal      | Plymouth    | 5     | Rapport |
| 22      | 6 juni       | Macon 300                  | Middle Georgia Raceway, Macon, Georgia                      | Richard Petty   | Richard Petty    | Plymouth    | 1     | Rapport |
| 23      | 8 juni       | East Tennessee 200         | Smoky Mountain Raceway, Maryville, Tennessee                | Jim Hunter      | Richard Petty    | Plymouth    | 6     | Rapport |
| 24      | 10 juni      | Nashville 400              | Nashville Speedway, Nashville, Tennessee                    | Jim Paschal     | Bobby Allison    | Dodge       | 4     | Rapport |
| 25      | 18 juni      | Carolina 500               | North Carolina Motor Speedway, Rockingham, North Carolina   | Dick Hutcherson | Richard Petty    | Plymouth    | 2     | Rapport |
| 26      | 24 juni      | Pickens 200                | Greenville-Pickens Speedway, Easley, South Carolina         | Richard Petty   | Richard Petty    | Plymouth    | 1     | Rapport |
| 27      | 27 juni      | Race 27                    | Montgomery Speedway, Montgomery, Alabama                    | Richard Petty   | Jim Paschal      | Plymouth    | 3     |         |
| 28      | 4 juli       | Firecracker 400            | Daytona International Speedway, Daytona Beach, Florida      | Darel Dieringer | Cale Yarborough  | Ford        | 2     | Rapport |
| 29      | 9 juli       | Northern 300               | Trenton Speedway, Trenton, New Jersey                       | Richard Petty   | Richard Petty    | Plymouth    | 1     | Rapport |
| 30      | 11 juli      | Maine 300                  | Oxford Plains Speedway, Oxford, Maine                       | James Hylton    | Bobby Allison    | Chevrolet   | 2     | Rapport |
| 31      | 13 juli      | Race 31                    | Fonda Speedway, Fonda, New York                             | Richard Petty   | Richard Petty    | Plymouth    | 1     |         |
| 32      | 15 juli      | Islip 300                  | Islip Speedway, Islip, New York                             |                 | Richard Petty    | Plymouth    |       | Rapport |
| 33      | 23 juli      | Volunteer 500              | Bristol International Speedway, Bristol, Tennessee          | Richard Petty   | Richard Petty    | Plymouth    |       | Rapport |
| 34      | 27 juli      | Smoky Mountain 200         | Smoky Mountain Raceway, Maryville, Tennessee                | Dick Hutcherson | Dick Hutcherson  | Ford        | 1     | Rapport |
| 35      | 29 juli      | Nashville 400              | Nashville Speedway, Nashville, Tennessee                    | Dick Hutcherson | Richard Petty    | Plymouth    | 2     | Rapport |
| 36      | 6 augusti    | Dixie 500                  | Atlanta International Raceway, Atlanta, Georgia             | Darel Dieringer | Dick Hutcherson  | Ford        | 8     | Rapport |
| 37      | 12 augusti   | Myers Brothers 250         | Bowman Gray Stadium, Winston-Salem, North Carolina          | Richard Petty   | Richard Petty    | Plymouth    | 1     | Rapport |
| 38      | 17 augusti   | Sandlapper 200             | Columbia Speedway, Cayce, South Carolina                    | Richard Petty   | Richard Petty    | Plymouth    | 1     | Rapport |
| 39      | 25 augusti   | Race 39                    | Savannah Speedway, Savannah, Georgia                        | Richard Petty   | Richard Petty    | Plymouth    | 1     |         |
| 40      | 4 september  | Southern 500               | Darlington Raceway, Darlington, South Carolina              | Richard Petty   | Richard Petty    | Plymouth    | 1     | Rapport |
| 41      | 8 september  | Buddy Shuman 250           | Hickory Motor Speedway, Hickory, North Carolina             | Dick Hutcherson | Richard Petty    | Plymouth    | 2     | Rapport |
| 42      | 10 september | Capital City 300           | Virginia State Fairgrounds, Richmond, Virginia              | Earl Brooks     | Richard Petty    | Plymouth    | 2     | Rapport |
| 43      | 15 september | Maryland 300               | Beltsville Speedway, Beltsville, Maryland                   | Richard Petty   | Richard Petty    | Plymouth    | 1     | Rapport |
| 44      | 17 september | Hillsboro 150              | Orange Speedway, Hillsborough, North Carolina               | Richard Petty   | Richard Petty    | Plymouth    |       | Rapport |
| 45      | 24 september | Old Dominion 500           | Martinsville Speedway, Ridgeway, Virginia                   | Cale Yarborough | Richard Petty    | Plymouth    | 5     | Rapport |
| 46      | 1 oktober    | Wilkes 400                 | North Wilkesboro Speedway, North Wilkesboro North Carolina  | Dick Hutcherson | Richard Petty    | Plymouth    | 5     | Rapport |
| 47      | 15 oktober   | National 500               | Charlotte Motor Speedway, Charlotte, North Carolina         | Cale Yarborough | Buddy Baker      | Dodge       | 4     | Rapport |
| 48      | 29 oktober   | American 500               | North Carolina Motor Speedway, Rockingham, North Carolina   | David Pearson   | Bobby Allison    | Ford        | 3     | Rapport |
| 49      | 5 november   | Western North Carolina 500 | Asheville-Weaverville Speedway, Weaverville, North Carolina | Bobby Allison   | Bobby Allison    | Ford        | 1     | Rapport |
| Källor: |              |                            |                                                             |                 |                  |             |       |         |

## Slutställning
| Plats   | Förare          | Starter | Vinster | Top 5 | Top 10 | Pole | Ledda varv | Prispengar | Poäng | +\-    |
| ------- | --------------- | ------- | ------- | ----- | ------ | ---- | ---------- | ---------- | ----- | ------ |
| 1       | Richard Petty   | 48      | 27      | 38    | 40     | 18   | 5543       | $150 196   | 42472 |        |
| 2       | James Hylton    | 6       | 0       | 26    | 39     | 1    | 109        | $49 732    | 36444 | –6028  |
| 3       | Dick Hutcherson | 33      | 2       | 22    | 25     | 9    | 155        | $85 159    | 33658 | –8814  |
| 4       | Bobby Allison   | 45      | 6       | 21    | 27     | 2    | 1554       | $58 250    | 30812 | –11660 |
| 5       | John Sears      | 41      | 0       | 9     | 25     | 1    | 62         | $28 937    | 29078 | –13394 |
| 6       | Jim Paschal     | 45      | 4       | 20    | 25     | 1    | 1074       | $60 122    | 27624 | –14848 |
| 7       | David Pearson   | 22      | 2       | 11    | 13     | 2    | 667        | $72 650    | 26302 | –16170 |
| 8       | Neil Castles    | 35      | 0       | 4     | 15     | 0    | 0          | $20682     | 23218 | –19254 |
| 9       | Elmo Langley    | 45      | 0       | 10    | 24     | 0    | 0          | $23 898    | 22286 | –20186 |
| 10      | Wendell Scott   | 45      | 0       | 0     | 11     | 0    | 0          | $19 510    | 20700 | –21772 |
| 11      | Paul Goldsmith  | 21      | 0       | 7     | 8      | 0    | 398        | $38 731    | 20402 | –20070 |
| 12      | Darel Dieringer | 19      | 1       | 8     | 9      | 6    | 765        | $34 709    | 20194 | –22278 |
| 13      | Clyde Lynn      | 44      | 0       | 5     | 22     | 0    | 0          | $19 519    | 20016 | –22456 |
| 14      | Bobby Isaac     | 12      | 0       | 5     | 3      | 0    | 65         | $24 474    | 19698 | –22774 |
| 15      | Buddy Baker     | 21      | 1       | 6     | 7      | 0    | 480        | $46 949    | 18600 | –23872 |
| Källor: |                 |         |         |       |        |      |            |            |       |        |

- Notering: Endast de femton främsta förarna redovisas.